# 何斗里
何斗里是中華民國金門縣金沙鎮的一個里，西北與浦山里相鄰，東與光前里相連，西南與金湖鎮瓊林里相接，南與金湖鎮山外里相毗，有斗門、高坑、上蘭、中蘭、下蘭、何厝六個居民點，人口約二千人，取何厝、斗門各一字命名。產業以蔬菜種植為主，為金沙鎮的農業中心，油菜花海為觀光特色。